# New Zealand Association of Radio Transmitters
Die New Zealand Association of Radio Transmitters (kurz: NZART, deutsch wörtlich „Neuseeländischer Funksenderverband“) ist die nationale Vereinigung der Funkamateure in Neuseeland.

## Geschichte
Nachdem bereits im Jahr 1922 erste Amateurfunklizenzen für neuseeländische Funkamateure ausgestellt worden waren, wurde die NZART im Jahr 1926 in Auckland gegründet mit dem Zweck, das Verständnis für die Funktechnik zu fördern und das Hobby Amateurfunk für jedermann zugänglich zu machen. Die erste Hauptversammlung dieser gemeinnützigen Organisation wurde 1927 abgehalten.
Amateurfunk ist ein Hobby und ein Dienst, der Menschen vereint. Die NZART fördert allgemein den Fortschritt der Wissenschaft, speziell der Praxis der Funktechnik, sowie relevanter Themen. Sie erleichtert dazu den Austausch von Informationen und Ideen unter ihren Mitgliedern.
Die NZART hat ihren Hauptsitz in Upper Hutt, knapp dreißig Kilometer nordöstlich der Hauptstadt Wellington. Darüber hinaus verfügt sie über mehr als sechzig Zweigniederlassungen (englisch branches) in allen Landesteilen von Awanui hoch im Norden bis Invercargill weit im Süden.
Seit 1928 gibt es die inzwischen traditionsreiche Verbandszeitschrift, genannt Break-In, was deutsch sinngemäß mit „Zwischenruf“ beziehungsweise „Zwischenhören“ zu übersetzen ist. Sie erscheint zweimonatlich und widmet sich den diversen Mitgliederaktivitäten, wie Amateurfunkwettbewerben, Aktionen wie SOTA und „DXpeditionen“, sowie den typischen Themen des Amateurfunks, wie Sende- und Empfangstechnik, Testberichte und Bauanleitungen zu Antennen (siehe auch: Ansichtsexemplar unter Weblinks).
Die NZART ist Mitglied in der International Amateur Radio Union (IARU Region 3), der internationalen Vereinigung von Amateurfunkverbänden, und vertritt dort die Interessen der neuseeländischen Funkamateure.